# Sandra Day O’Connor
Sandra Day O’Connor (ur. 26 marca 1930 w El Paso, zm. 1 grudnia 2023 w Phoenix) – amerykańska prawniczka, pierwsza sędzia Sądu Najwyższego Stanów Zjednoczonych w latach 1981–2006.
Była pierwszą kobietą w składzie Sądu Najwyższego od początku jego istnienia. Jako członek prestiżowej, 9-osobowej instytucji, była jedną z najbardziej znaczących kobiet na świecie. Pomimo iż była mianowana przez konserwatywnego prezydenta Ronalda Reagana, w praktyce okazała się jednym z bardziej liberalnych sędziów; jej głos był decydujący w kilku kluczowych decyzjach sądu, między innymi w tych, które utrzymały legalność aborcji w Stanach Zjednoczonych.
1 lipca 2005 ogłosiła, że odchodzi w stan spoczynku i obowiązki będzie pełnić tylko do czasu powołania następcy. W jej miejsce prezydent George W. Bush początkowo nominował uważanego za konserwatystę sędziego sądu apelacyjnego Johna Robertsa; we wrześniu został on jednak desygnowany na prezesa SN (po nagłej śmierci Williama H. Rehnquista). 3 października 2005 prezydent mianował z kolei swoją współpracowniczkę Harriet Miers, ale ta wobec protestów konserwatywnej strony amerykańskiej sceny politycznej 27 października poprosiła o wycofanie swojej kandydatury. 31 października został mianowany kolejny kandydat, sędzia apelacyjny Samuel Alito; zyskał on zatwierdzenie Senatu 31 stycznia 2006 i tego dnia O’Connor przeszła na emeryturę.
Z racji bycia emerytowanym sędzią Sądu Najwyższego, znajdowała się na liście precedencji. Zasiadała także w Irackiej Grupie Studyjnej.